# Torneo de Queen's Club 2021
El cinch Championships 2021 fue un evento de tenis del ATP Tour 2021 en la serie ATP 500. Se disputó en Londres, Reino Unido desde el 14 hasta el 20 de junio de 2021.

## Distribución de puntos
| Modalidad            | Campeón | Finalista | Semifinales | Cuartos de final | 2.ª ronda | 1.ª ronda | Clasificados | 2.ª ronda de clasificación | 1.ª ronda de clasificación |
| Individual masculino | 500     | 330       | 200         | 100              | 50        | 0         | 25           | 13                         | 0                          |
| Dobles masculino     | 500     | 300       | 180         | 90               | –         | –         | 45           | 25                         | 0                          |

## Cabezas de serie

### Individual masculino
| Tenista           | Ranking | Preclasificado |
| Matteo Berrettini | 9       | 1              |
| Denis Shapovalov  | 14      | 2              |
| Jannik Sinner     | 19      | 3              |
| Álex de Miñaur    | 22      | 4              |
| Aslán Karatsev    | 26      | 5              |
| Daniel Evans      | 27      | 6              |
| Lorenzo Sonego    | 28      | 7              |
| Fabio Fognini     | 29      | 8              |

- Ranking del 31 de mayo de 2021.[2]

### Dobles masculino
| Tenista                             | Ranking | Preclasificado |
| Nikola Mektić Mate Pavić            | 3       | 1              |
| Juan Sebastián Cabal Robert Farah   | 7       | 2              |
| Rajeev Ram Joe Salisbury            | 15      | 3              |
| Pierre-Hugues Herbert Nicolas Mahut | 26      | 4              |
| Jamie Murray Bruno Soares           | 33      | 5              |
| Jérémy Chardy Fabrice Martin        | 58      | 6              |
| Marcus Daniell Philipp Oswald       | 75      | 7              |
| Ken Skupski Neal Skupski            | 80      | 8              |

## Campeones

### Individual masculino
Matteo Berrettini venció a  Cameron Norrie por 6-4, 6-7(5-7), 6-3

### Dobles masculino
Pierre-Hugues Herbert /  Nicolas Mahut vencieron a  Reilly Opelka /  John Peers por 6-4, 7-5